# SS-073 정지
SS-073 정지는 대한민국 해군의 손원일급 잠수함의 2번함이다.

## 역사
2007년 6월 13일, 대양해군의 핵심전력인 1천800t급(214급.KSS-II) 잠수함 2번 함인 `정지함'이 울산 현대중공업에서 진수됐다. 해군은 고려시대 왜적을 격파한 정지 (경렬공)(鄭地, 1347~1391) 장군의 이름을 따 214급 2번 함의 함명을 정지함으로 결정했다. 진수식에는 김장수 국방장관과 송영무(宋永武) 해군참모총장 등 군 수뇌부와 현대중공업 관계자는 물론 정지 장군의 종친회 관계자 등 200여 명이 참석했다.
214급 2호함인 '정지함'은 동급 1번함인 손원일함보다 더 강력한 무장이 가능하다.
2015년, 방위사업비리 정부합동수사단에 따르면 AIP 연료전지가 고장나서 중단된 횟수는 손원일함이 16차례, 정지함이 43차례, 안중근함은 무려 63차례나 됐다. 이로 인해 이들 잠수함은 최장 6년간 구형 잠수함처럼 운용될 수밖에 없었다. 정지함은 원래 AIP 연료전지로 18일 동안 연속잠항을 할 수 있다. 그러나 구형인 장보고급 잠수함은 2일 동안 연속잠항을 할 수 있다.
2017년 2월 22일, 해군 잠수함사령부는 2008년 인수 후 8년 3개월 만에, 214급 잠수함 중에서는 세계 최초로 정지함이 10만 마일 무사고 항해 기록을 달성했다고 밝혔다.
2019년 10월 말, 정지함 추진 전동기(전기모터) 내부 구성품인 인버터 모듈이 고장났다. 해군은 2019년 12월 원제작사인 독일 지멘스로 해당 추진 전동기를 보내 수리토록 했지만 10개월이 지나서도 정비가 완료되지 못했다. 정지함이 일선에 복귀하려면 최대 2년 가까운 시일이 걸릴 수 있다는 우려가 나온다. 추진 전동기 내부 구성품은 지식재산 보호 품목으로 해외 원제작사에서만 정비가 가능하다.